# Saratowski Państwowy Uniwersytet Medyczny im. W.I. Razumowskiego
Saratowski Państwowy Uniwersytet Medyczny im. W.I. Razumowskiego (ros. Федеральное государственное бюджетное образовательное учреждение высшего образования «Саратовский государственный медицинский университет им. В. И. Разумовского» Министерства здравоохранения Российской Федерации, СГМУ) – rosyjska, powstała w 1909 państwowa wyższa uczelnia medyczna Saratowie; patronem uczelni jest rosyjski doktor medycyny, chirurg Wasilij Razumowski.

## Statystyki
W uniwersytecie studiuje ponad 20 000 studentów.

## Władze
- rektor Andriej Jeriomin

## Fakultety
- agronomii;
- medycyny weterynaryjnej, żywności i biotechnologii;
- ekonomiki

i inne.